# Гретел Валдес
Гретел Валдес (на испански: Grettell Valdez) е мексиканска актриса, родена на 8 юли 1976 г. в Керетаро, Мексико.

## Кариера
Участва в теленовелата Клас 406, където влиза в ролята на „Даниела“. След това участва в теленовелата Непокорен ангел. Следват ролите ѝ на „Рената“ и „Памела“, съответно в теленовелите Непокорните и Ранени души.
Участва в сериалите Floricienta и Lola, érase una vez, където е в ролята на „Карлота“, както и Mujeres asesinas.
През 2008 г. Гретел Валдес има специално участие в теленовелата Душа от желязо, в ролята на „Мелиса“.
През 2009 г. играе отрицателната роля „Силвана“ в продукцията Хамелеони, продуцирана от Роси Окампо.
През 2010 г. следва ролята ѝ на „Матилде“ в теленовелата Когато се влюбиш.
През 2011 г. идва ролята ѝ на „Зои“ в Amorcito corazón.
През 2013 г. отново взема антагонистична роля в теленовелата Lo que la vida me robó в ролята на „Мария“.
През 2015 г. влиза в ролята на злодейката „Вирхиния Прадо-Кастело“ в теленовелата Непростимо, продуцирана от Салвадор Мехия.
През 2016 г. ще вземе участие в най-новата теленовела Амазонките, в ролята на Касандра, продуцирана от Салвадор Мехия.

## Личен живот
Гретел Валдес се омъжва през 2004 г. за актьора и певец Патрисио Боргети, през 2008 г. им се ражда син.

## Филмография

### Теленовели
- Историята на Хуана (2024) – Джени Браво Соса
- Лекари, линия на живота (2019) – Ана Кабайеро
- Трябваше да си ти (2018) – Дженифър Пинеда
- Амазонките (2016) – Касандра
- Непростимо (2015) – Вирхиния Прадо-Кастело[1]
- Това, което животът ми открадна (2013-2014) – Мария Самудио[2]
- Amorcito corazón (2011-2012) – Зои Гереро де Гарсия
- Когато се влюбиш (2010-2011) – Матилде „Мати“ Лопес
- Хамелеони (2009-2010) – Силвана Саенс Аройо
- Душа от желязо (2008) – Мелиса
- Lola, érase una vez (2007-2008) – Карлото Санто Доминго Торес-Овиедо
- Ранени души (2006) – Памела Алтамирано Виамил
- Непокорните (2004-2006) – Рената Лисалди
- Непокорен ангел (2004) – Лусия Валдерама Коварубиас
- Клас 406 (2002-2003) – Даниела Хименес Роблес
- Заради любовта ти (1999) – Алехандра Авеян
- Анхела (1998-1999) – Елоиса
- Infierno en el paraíso (1999)
- Sin ti (1997)

### Сериали
- La clínica (2012) – Мария Карлота
- Tiempo final (2009) – Паула
- Mujeres asesinas (2008)
  - Sonia, Desalmada (2008) – Марсела Гонсалес
- Big Brother VIP (2004) – себе си

### Кино
- Un mundo raro (2001) – Едекан
- El duende del reloj (2000) – Ирис

## Награди и номинации
Награди TVyNovelas (Мексико)
| Година | Категория                            | Теленовела | Резултат   |
| ------ | ------------------------------------ | ---------- | ---------- |
| 2017   | Най-добра актриса в поддържаща роля  | Амазонките | Номинирана |
| 2016   | Най-добра актриса в отрицателна роля | Непростимо | Номинирана |